# Kallikles
Kallikles (altgriechisch Καλλικλῆς Kalliklḗs) aus dem athenischen Demos Acharnai war ein griechischer Sophist und möglicherweise ein Politiker am Ende des 5. Jahrhunderts v. Chr. Die einzigen Quellen für ihn sind der Dialog Gorgias des Sophisten-Gegners Platon, in dem er einer der Gesprächspartner von Sokrates ist, und eine Bezugnahme von Aristoteles auf Platons Dialog. So haben einige Forscher behauptet, dass Platon Kallikles als fiktive Figur erfunden habe. Die Mehrheit geht allerdings davon aus, dass es ihn wirklich gab. Über die Lebensumstände des Kallikles ist nichts bekannt. Von ihm vertretene Ansichten entnimmt man Platons Dialog.

## Auftritt imGorgias
Der Dialog spielt während des Peloponnesischen Krieges im Haus des Kallikles, bei dem der Sophist Gorgias sich als Gast aufhält. Kallikles steht gerade am Beginn einer politischen Karriere, wobei die Forschung nicht einig ist, welcher politischen Richtung (Demokratie, Aristokratie oder Oligarchie) er zuzuordnen ist.
Recht des Stärkeren
Wie der Sophist Thrasymachos in Platons Dialog Politeia, so vertritt auch Kallikles das Recht des Stärkeren.
In einer kurzen Ansprache unterscheidet Kallikles zunächst das, was von Natur aus gerecht ist von dem, was nach vom Menschen gemachten Gesetzen gerecht ist. Unrechtleiden sei deshalb schlechter als Unrechttun, denn von Natur sei „allemal jedes das unschönere, was auch das üblere“ sei. Auch sei das Unrechtleiden kein Zustand für einen Mann, sondern für einen Knecht, „dem besser wäre zu sterben als zu leben, weil er beleidigt und beschimpft nicht imstande ist, sich selbst zu helfen“. Von Natur aus sei es dagegen gerecht und schön, wenn sich einzelne Stärkere gegenüber den Schwächeren, wenn nötig auch mit Gewalt, durchsetzen, wenn der Tüchtigere mehr habe als der Untüchtige, der Edlere mehr als der Unedle. Als Beispiele nennt er das Tierreich sowie die Politik, wo die besseren Staaten und Menschen über die schlechteren Staaten und Menschen herrschen und auch mehr besitzen. Für einen Starken wie den Herrscher Xerxes gab es keine Gesetze, die ihn einschränkten: Er handelte der Natur, aber nicht den Gesetzen gemäß. Die große Masse der Schwächeren hingegen wendete sich gegen die Stärkeren und erschuf Gesetze, die den Schwächeren nutzen und den Stärkeren schaden. „Denn sie selbst, meine ich, sind ganz zufrieden, wenn sie nur gleiches erhalten, da sie die schlechteren sind.“ Überdurchschnittlich kräftige und edle Menschen, die Besten, werden in Furcht gehalten. Die Schwachen behaupten, es sei hässlich, ungerecht und machen es zu Unrecht, mehr zu haben oder zu erreichen als andere. So knechtet man die Besseren von Jugend an und lehrt ihnen, dass alle gleich viel haben müssen. „Wenn aber, denke ich, einer mit einer recht tüchtigen Natur zum Manne wird, so schüttelt er das alles ab, reißt sich los, durchbricht und zertritt alle unsere Schriften und Gaukeleien und Besprechungen und widernatürlichen Gesetze, und steht auf, er der Knecht, und erhebt sich als unser Herr und eben darin leuchtet recht deutlich hervor das Recht der Natur.“ Gegen Ende seines kurzen Monologs zitiert Kallikles noch Pindar, um seine Thesen zu untermauern. Als Grund warum seine Ansichten von anderen selten geäußert werden, nennt Kallikles, dass sich diese oft bloß nicht zu sagen trauen, was sie sich denken.
In einem weiteren kurzen Monolog vertritt Kallikles Ähnliches. Ein Mensch, der jemand anderem dient, kann nicht glückselig sein. Von Natur aus schön und recht ist es, seine Begierden mit Tapferkeit und Einsicht voll zu befriedigen. Weil die meisten Menschen dazu aus Unvermögen einfach nicht im Stande sind, verbieten sie es auch den Besseren und loben das Maßhalten und die Gerechtigkeit. „Denn denen, welche entweder schon ursprünglich Söhne von Königen waren, oder welche kraft ihrer eigenen Natur vermochten sich ein Reich oder eine Macht und Herrschaft zu gründen, was wäre wohl unschöner und übler als das Maßhalten für diese Menschen, wenn sie, daß sie des Guten genießen könnten, und ihnen niemand im Wege steht, sich selbst einen Herren setzten, nämlich des großen Haufens Gesetz, Geschwätz und Gericht. [...] Üppigkeit, Zügellosigkeit und Freigebigkeit, wenn sie nur Rückhalt haben, sind eben Tugend und Glückseligkeit, jenes andere aber sind Zierereien, widernatürliche Satzungen, leeres Geschwätz der Leute und nichts wert.“
Philosophie im Erwachsenenalter
Kallikles kritisiert Erwachsene, die sich immer noch mit Philosophie beschäftigen. Er befürwortet es dabei ausdrücklich, wenn junge Leute Philosophie betreiben: „Wenn ich Knaben und Jünglinge bei der Philosophie antreffe, so freue ich mich, ich finde daß es ihnen wohl ansteht, und glaube, daß etwas edles in solchen ist, den aber der nicht philosophiert halte ich für unedel [...]. Wenn ich dagegen sehe, daß ein Alter noch philosophiert, und nicht davon loskommen kann, solcher Mann, o Sokrates, dünkt mich, müßte Schläge bekommen.“  Als Erwachsener soll man von der Philosophie ablassen, um nicht in wichtigen Dingen unerfahren zu bleiben, wie in den Gesetzen des Staates und dem Umgang mit den Mitmenschen. Wollen reine Philosophen in öffentlichen Verhandlungen das Wort ergreifen, ein Geschäft gründen oder sich in den Dienst des Staats stellen, machen sie sich ebenso lächerlich wie ein Staatsmann in philosophischen Versammlungen. Man soll sich als Philosoph weder vor anderen Aufgaben verstecken, noch alles andere als die Philosophie schlecht machen, nur weil man nichts davon versteht. Kallikles gibt Sokrates, dem er wohlgesinnt sei, den Rat, mit der Philosophie aufzuhören. Sokrates könnte sich noch nicht einmal vor Gericht verteidigen, selbst wenn er einen „ganz gemeinen und erbärmlichen Menschen zum Ankläger“ hätte, würde er die Todesstrafe ausfassen. So lässt Platon Kallikles sagen: „Darum, du Guter, gehorche mir, hör auf zu lehren, übe im Wohlklang lieber dich von schönen Taten, in dem, wodurch du weise erscheinst, laß Andern jetzt dies ganze herrliche, soll ich es Possenspiel nennen oder Geschwätz, weshalb dein Haus armselig, leer und verödet steht, und eifere nicht denen nach, die solche Kleinigkeiten untersuchen, sondern die sich Reichtum erwerben und Ruhm, und viel anderes Gute.“

## Nachwirkung
Einige Hauptpunkte des Gesprächs zwischen Kallikles und Sokrates findet man auch bei Aristoteles kurz zusammengefasst. Allerdings nur insoweit, als es Aristoteles in seiner logischen Schrift Sophistische Widerlegungen als Beispiel dafür interessiert, mit welchen Mitteln man jemanden zu unglaubwürdigen Behauptungen verleiten kann. Kallikles versuche es, indem er Natur und Gesetz als Gegenteile setze.
Einige Forscher gehen davon aus, dass Kallikles Einfluss auf Machiavelli und besonders auf Nietzsche gehabt hat, in dessen Lehre vom Übermenschen ebenfalls gefordert wird, dass einzelne besondere Individuen ihre Überlegenheit gegen die Masse der Schlechteren durchsetzen.